# Ghiacciaio Ovech

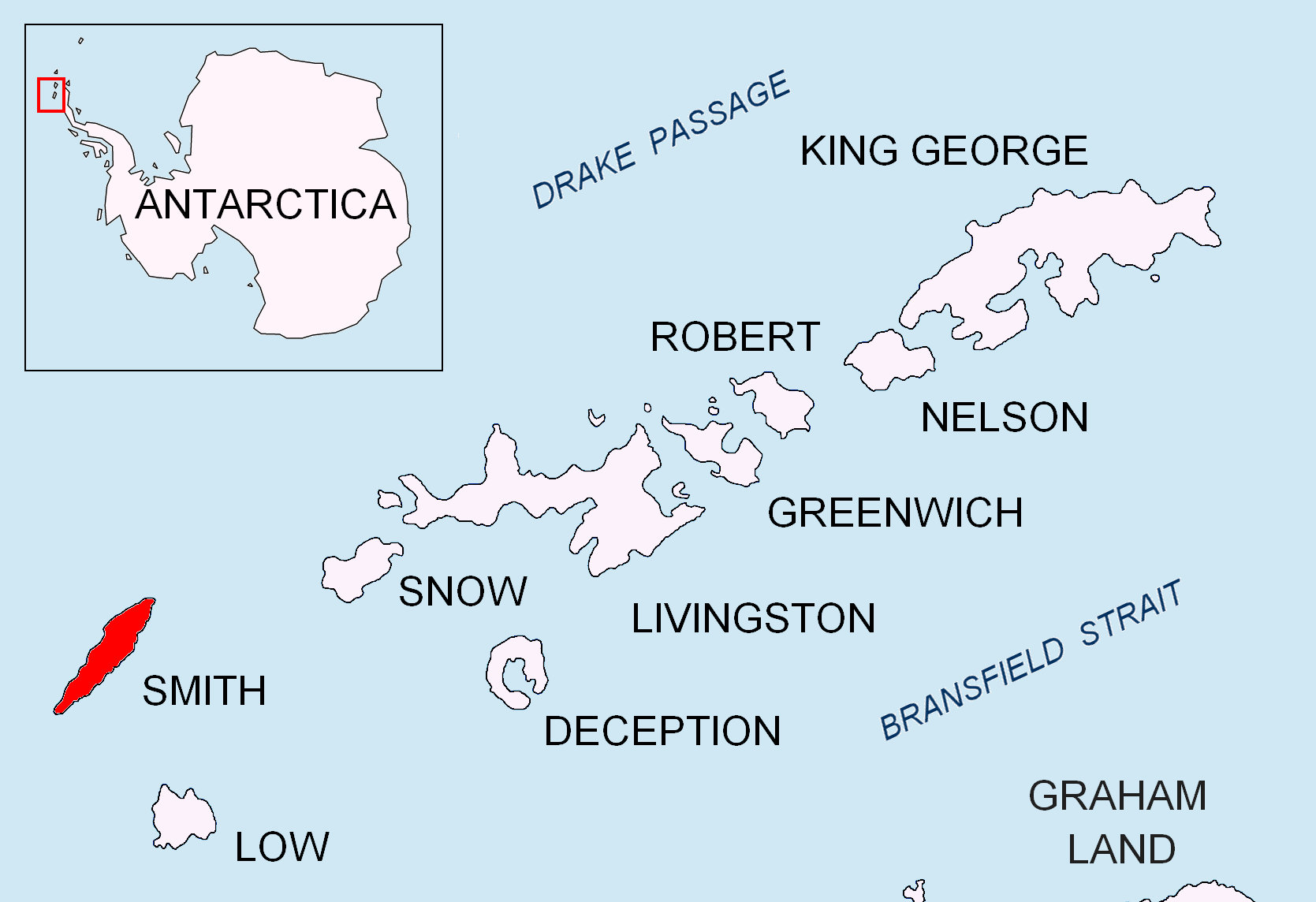
Localizzazione dell'Isola Smith, nelle Isole Shetland Meridionali.

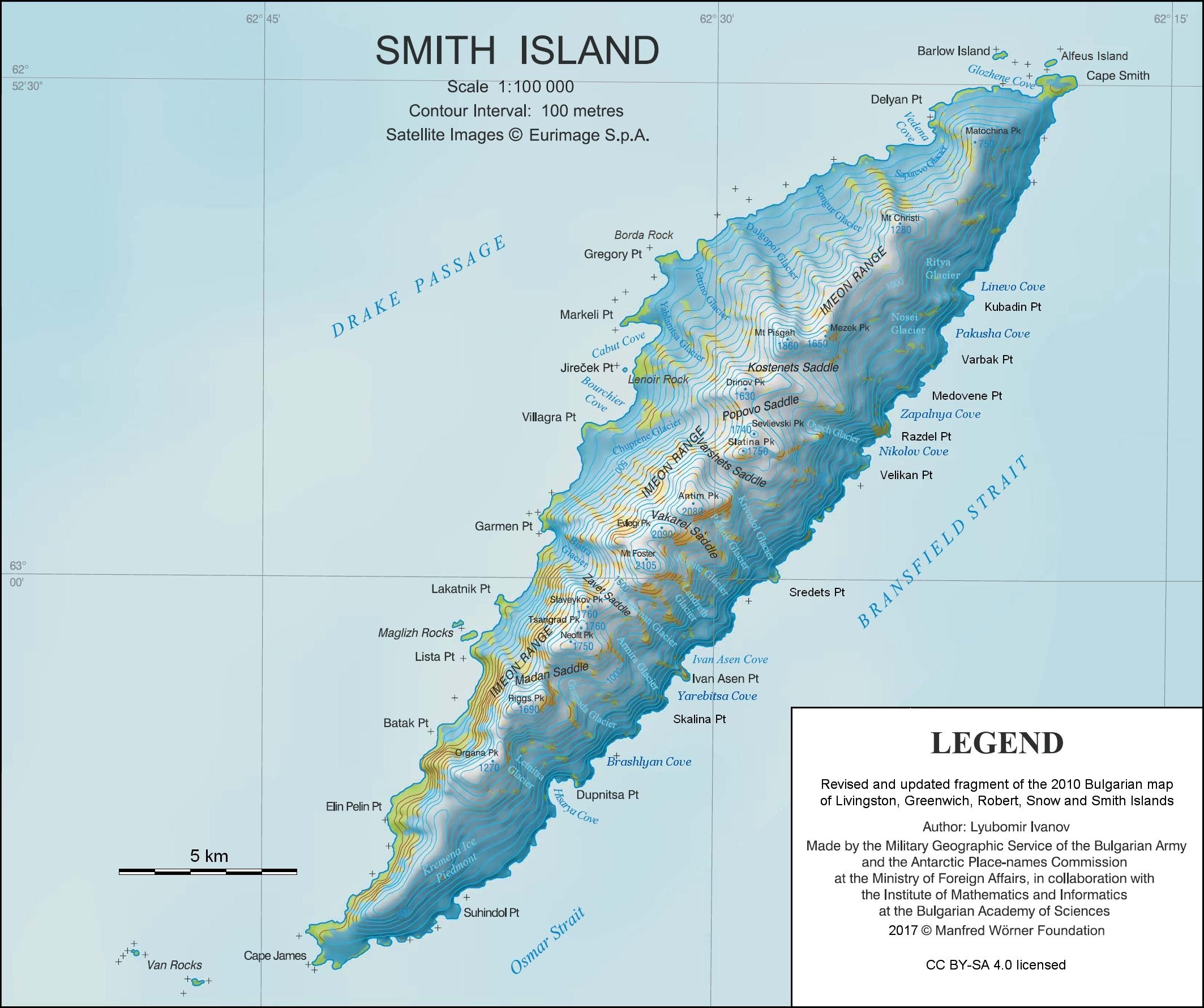
Mappa topografica dell'Isola Smith. Il Ghiacciaio Ovech si trova nella parte centro-superiore dell'immagine, verso la costa orientale dell'isola.

Il Ghiacciaio Ovech (in lingua bulgara: ледник Овеч, Lednik Ovech) è un ghiacciaio antartico, lungo 3,5 km, che drena le pendici sudorientali dell'Imeon Range, catena montuosa che occupa la parte interna dell'Isola Smith, che fa parte delle Isole Shetland Meridionali, in Antartide.

## Localizzazione
Il ghiacciaio è situato a sudest del Drinov Peak, a est della Popovo Saddle e del Sevlievski Peak; a sudest del Ghiacciaio Vetrino e del Ghiacciaio Yablanitsa, e a nordest del Ghiacciaio Krivodol. Fluisce in direzione est-sudest e va a sfociare nella Nikolov Cove nello Stretto di Bransfield.
Il ghiacciaio è centrato alle coordinate 62°57′42″S 62°26′40″W. Mappatura bulgara del 2008. 

## Denominazione
La denominazione è stata assegnata dalla Commissione bulgara per i toponimi antartici in onore della fortezza medievale di Ovech, le cui rovine si trovano nei pressi dell'odierna città di Provadia, situata nella parte nordorientale della Bulgaria.

## Mappe
- Chart of South Shetland including Coronation Island, &c. from the exploration of the sloop Dove in the years 1821 and 1822 by George Powell Commander of the same. Scale ca. 1:200000. London: Laurie, 1822.
- L.L. Ivanov. Antarctica: Livingston Island and Greenwich, Robert, Snow and Smith Islands. Scale 1:120000 topographic map. Troyan: Manfred Wörner Foundation, 2010. ISBN 978-954-92032-9-5 (First edition 2009. ISBN 978-954-92032-6-4)
- South Shetland Islands: Smith and Low Islands. Scale 1:150000 topographic map No. 13677. British Antarctic Survey, 2009.
- Antarctic Digital Database (ADD). Scale 1:250000 topographic map of Antarctica. Scientific Committee on Antarctic Research (SCAR). Since 1993, regularly upgraded and updated.
- L.L. Ivanov. Antarctica: Livingston Island and Smith Island. Scale 1:100000 topographic map. Manfred Wörner Foundation, 2017. ISBN 978-619-90008-3-0